# Droga krajowa B37 (Austria)
Droga krajowa B37 (Kremser Straße) – droga krajowa Austrii. Trasa łączy lezące nad Dunajem miasto Krems an der Donau z Böhmerwald Straße. Arteria na całej swej długości jest jedno-jezdniowa.